# Mimetus trituberculatus
Mimetus trituberculatus là một loài nhện trong họ Mimetidae.
Loài này thuộc chi Mimetus. Mimetus trituberculatus được Octavius Pickard-Cambridge miêu tả năm 1899.